# 青山七惠
青山七惠（1983年1月20日—）是一位日本作家，出生於埼玉縣大里郡妻沼町（現在的熊谷市）。

## 生涯
她畢業於埼玉縣立熊谷女子高等学校、筑波大學圖書館情報専門學群。2005年，大學時期以处女作《窗燈》獲得第42回文藝賞。2007年，青山七惠以《一個人的好天氣》獲得第136回芥川龍之介賞。2009年，《碎片》使她成為35届川端康成文學賞得主，她是最年轻的获奖者。

## 作品
- 《窗燈》
- 《一個人的好天氣》
- 《魔法師俱樂部》
- 《溫柔的嘆息》
- 《碎片》
- 《離別的聲音》
- 《我的男友》
- 《新娘》
- 《跳舞的星座》（踊る星座）（2017年10月 中央公论新社 / 上海译文出版社）
- 《替身》（みがわり）（2020年 幻冬舍 / 2022年9月 酷威文化（出品）四川文艺出版社（出版））